# فيردر بريمن
نادي فيردر بريمن الرياضي 1899 (بالألمانية: .Sportverein Werder Bremen von 1899 e. V) هو نادٍ رياضي من بريمن التي تقع في ولاية بريمن شمال غرب ألمانيا. تأسس النادي في 4 فبراير 1899 باسم "FV Werder" بواسطة 16 طالب مدرسة ثانوية. يعد من أبرز أندية الدوري الألماني لكرة القدم (Fußball-Bundesliga). كما يشارك النادي في رياضات أخرى أبرزها كرة اليد وألعاب القوى وتنس الطاولة والجمباز. لونا الفريق هما الأخضر والأبيض. ملعب النادي الحالي هو (فيسرشتاديون) ملعب فيسر شتاديون.

## أبرز الإنجازات
- كأس أبطال الكؤوس الأوروبي: 1992
- كأس إنترتوتو: 1998
- الدوري الألماني: 1965، 1988، 1993، 2004
- كأس ألمانيا: 1961، 1991، 1994، 1999، 2004، 2009
- كأس الدوري الألماني: 2006
- كأس السوبر الألماني: 1988، 1993، 1994
- كأس بطولة الهواة الألمانية: 1966، 1985، 1991

## اللاعبون الذين مثلوا منتخب ألمانيا من النادي
- آرون هانت (2009 - 2013)
- إروين كوستيده (1974 - 1975)
- أوليفر ريك (1996)
- أولي بوروفكا (1988)
- أوفه رايندرس (1982)
- برونو لاباديا (1992 - 1995)
- باتريك أووموييلا (2004 - 2006)
- بيتر ديتريش (1970)
- بير ميرتساكر (2004 - 2014)
- توماس فولتر (1992)
- تيم فيزه (2008 - 2012)
- تيم بوروفسكي (2002 - 2008)
- تورستن فرينغز (2001 - 2009)
- توماس شاف (1987)
- ديتر آيلتس (1993 - 1997)
- ديتر بوردينسكي (1977 - 1984)
- رودي فولر (1982 - 1994)
- سيب بيونتيك (1965 - 1966)
- غونتر بيرنارد (1962 - 1968)
- غونتر هرمان (1988 - 1990)
- فابيان إرنست (2002 - 2006)
- فرانك أوردنيفيتس (1987)
- فرانك باومان (1999 - 2005)
- فرانك روست (2002 - 2003)
- فرانك نويبارت (1988)
- فيلي نويبيرغر (1968)
- كارل-هاينتس ريدله (1988 - 1994)
- كريستيان شولز (2004 - 2010)
- كلاوس ألوفس (1978 - 1988)
- كلاوس فيشتل (1967 - 1971)
- كليمينز فريتز (2006 - 2008)
- ماركو بوده (1995 - 2002)
- ماركو مارين (2008 - 2010)
- ماريو باسلر (1994 - 1998)
- ماكس كروزه (2013 - )
- مانفريد بورغسمولر (1977 - 1978)
- مانويل فريدريش (2006 - 2008)
- مسعود أوزيل (2009 - 2018)
- ميركو فوتافا (1979 - 1981)
- ميروسلاف كلوزه (2001 - 2014)
- نوربيرت ماير (1982 - 1985)
- هورست ديتر هوتغيس (1965 - 1974)
- يوني أوتن (1983 - 1984)
- يوهانس إيغشتاين (2019 - )

## أبرز اللاعبين الأجانب في تاريخ النادي

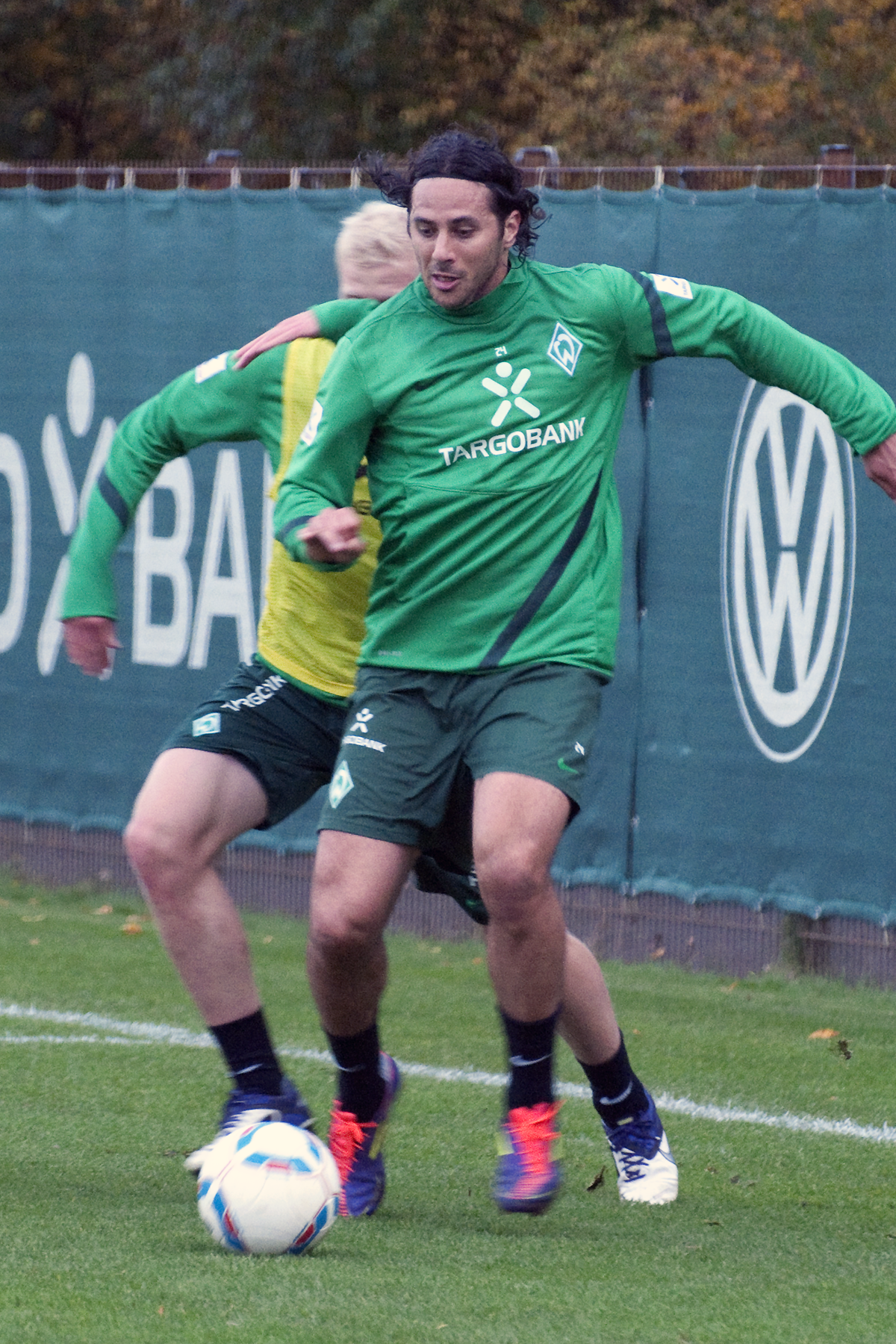
كلاوديو بيتزارو الهداف التاريخي لفيردر بريمن وأحد أبرز الهدافين في تاريخ البوندسليغا

- أنجيلوس خاريستياس
- أوميت داوالا
- أيمن عبد النور
- إيفان كلاسنيتش
- بوبكر سانوغو
- دانييل ينسين
- دييغو ريباس
- سعيد حسينوفيتش
- فاليريان إسماعيل
- فلاديمير بيستشاستنيخ
- كلاوديو بيتزارو
- ماركوس روزنبيرغ
- محمد زيدان
- نالدو
- نيلسون فالديز
- هوغو ألميدا
- ويسلي
- ياسوهيكو أوكوديرا
- يوهان ميكو

## وصلات خارجية
- الموقع الرسمي (بالألمانية)

- الموقع الرسمي (بالإنجليزية)